# Tutrakan (huyện)
Tutrakan là một huyện thuộc tỉnh Silistra, Bungaria. Dân số thời điểm năm 2001 là 19309 người.